# Sphenoclea
Sphenoclea — рід сукулентних прямовисних однорічних трав. Вони зустрічаються у вологих місцях проживання в тропіках.
Є два види, S. zeylanica та S. pongatium. Рід поміщений окремо в родину Sphenocleaceae. Становище родини дещо невизначене; зараз його зазвичай розміщують у Solanales, але раніше його поміщали в Asterales, особливо поблизу Campanulaceae, і є деякі докази на підтримку цього.